# Evan Brown
Evan Brown (Southlake, 16 settembre 1996) è un giocatore di football americano statunitense che milita nei ruoli di guardia e centro per gli Arizona Cardinals della National Football League (NFL).

## Carriera

### New York Giants
Brown firmò con i New York Giants dopo non essere stato scelto nel Draft NFL 2018. Riuscì a entrare nel roster per l'inizio della stagione regolare ma non disputò alcuna partita nella sua stagione da rookie.
Il 31 agosto 2019 Brown fu svincolato dai Giants e rifirmò per la squadra di allenamento il giorno successivo. Fu promosso nel roster attivo il 9 novembre 2019, ma fu svincolato due giorni dopo, prima di rifirmare per la squadra di allenamento.

### Miami Dolphins
Il 4 dicembre 2019 Brown firmò con i Miami Dolphins. Fu svincolato il 18 marzo 2020.

### Cleveland Browns
Il 26 marzo 2020 Brown firmò con i Cleveland Browns. Con essi disputò cinque partite, con 17 snap negli special team. Fu svincolato il 5 novembre 2020. Due giorni dopo firmò con la squadra di allenamento, da cui fu nuovamente svincolato il 10 novembre.

### Detroit Lions
Il 4 dicembre 2020 Brown firmò con la squadra di allenamento dei Detroit Lions. Fu promosso nel roster attivo il 25 dicembre e il 2 gennaio 2021 per le gare delle settimane 16 e 17 contro Tampa Bay Buccaneers e Minnesota Vikings, tornando nella squadra di allenamento dopo ogni partita. Il 5 gennaio 2021 firmò un nuovo contratto da riserva.
Brown nel 2021 fu nominato centro di riserva di Frank Ragnow. Nella settimana 5 fu nominato titolare dopo che Ragnow subì un infortunio che pose fine alla sua stagione e nel resto dell'anno disputò 12 gare come partente.
Il 14 marzo 2022 Brown rifirmò con i Lions. Nel 2022 disputò 12 gare come titolare, principalmente come guardia destra a causa degli infortuni di Halapoulivaati Vaitai.

### Seattle Seahawks
Il 16 marzo 2023 Brown firmò con i Seattle Seahawks. Iniziò la stagione come centro titolare, battendo la concorrenza del rookie Olusegun Oluwatimi. Chiuse l'unica stagione con la squadra con 16 presenze, tutte come titolare.

### Arizona Cardinals
Il 20 marzo 2024 Brown firmò con gli Arizona Cardinals.